# Me amarás bajo la lluvia
Me amarás bajo la lluvia es una telenovela colombiana producida por Fox Telecolombia para el Canal RCN entre los años 2004 y 2005, protagonizada por Carolina Sabino y Juan Pablo Posada y con las actuaciones antagónicas de Juliana Galvis, Lincoln Palomeque y Luis Fernando Ardila.
La telenovela es una historia donde el amor es una instrumento de la ambición, la vida y la esperanza; donde las pasiones marcan tanto a sus personajes que es difícil dejarlos atrás y comenzar de nuevo.

## Sinopsis
Julián Zamora es un hombre humilde, vendedor de libros, que se casa al día siguiente con Valentina Rincón. Sin embargo, su desorganización y pobreza le han impedido comprar las argollas de matrimonio por lo que Julián echa mano de un libro que está escribiendo para buscar un préstamo con el propietario de la Editorial donde trabaja. 
Muy escéptico don Carlos Vargas le dice que si el libro le gusta le presta el dinero para las argollas pero que no se compromete a leer más de cinco renglones si esta no es de su agrado. Don Carlos termina leyendo varias páginas del capítulo que Julián lleva escrito y, al darse cuenta de que tiene en sus manos a una de las más grandes promesas de la literatura, le hace el préstamo para sus argollas de matrimonio.
En la joyería donde está comprando las argollas, Julián se encuentra con la pareja de Luis Felipe Blanco y Laura Falcón quienes también están adquiriendo las argollas para su boda que se celebra en dos meses. Laura es una hermosa, adinerada e inteligente pero sumisa mujer que se casa con Luis Felipe Blanco uno de los hombres más ricos de la ciudad, pero lo hace por imposición de su padre don Mariano Falcón un hombre oscuro y malvado que se encuentra endeudado con el padre de Luis Felipe, don Domingo Blanco. Por su parte, Luis Felipe es un play boy, malcriado e infiel que sostiene amores con Daniela la hermana de Laura.
Mientras Julián, Laura y Luis Felipe escogen las argollas para sus respectivas bodas, a la Joyería propiedad de don Ulises Domínguez ingresa una banda de asaltantes encapuchados y armados que, ayudados por la vendedora del establecimiento, logran desconectar las cámaras de seguridad del lugar para no ser descubiertos. Después de obligar a don Ulises a abrir la caja fuerte, Israel, el Jefe de la banda obliga a Luis Felipe a introducir las joyas que hay en la vitrina con el fin de activar el sistema de seguridad y grabarlo para de esta forma confundir a las autoridades pero Luis Felipe se niega por lo que Israel le dispara. En medio del drama que origina este hecho, Laura y Julián, quienes apenas se acaban de conocer, son obligados a hacer lo mismo. Ellos al ver lo que le acaba de suceder a Luis Felipe acceden a las pretensiones de los asaltantes y estos activan la cámara de seguridad. Julián y Laura quedan grabados en el video con un arma sin balas que Israel les entrega. Luego de terminar la grabación, Julián y Laura son secuestrados por la banda de asaltantes y llevados a una bodega donde los malhechores se reúnen a repartir el botín. Ambos ignoran que los asaltantes han dado muerte al joyero con el arma que portaron durante la grabación del video.
Lo cierto es que por la noche, mientras Valentina espera a Julián vestida de novia en la puerta de la Iglesia y mientras los padres de Laura se preocupan por la demora e incomunicación de esta, las fotos de los dos aparecen en todos los canales de televisión con un precio por sus cabezas. La policía los ha inculpado con la prueba del video, las pruebas dactiloscópicas sobre el arma y las vitrinas y el testimonio de Esmeralda García, la vendedora de la joyería y cómplice de los asaltantes quien le dice a la Fiscalía que vio cuando Julián el jefe de la banda dirigió el asalto, hirió a Luis Felipe Blanco y asesinó a don Ulises Domínguez. 
Al ver sus caras en la televisión nadie lo puede creer. Ni la madre de Julián, ni don Carlos el dueño de la editorial, ni la novia de Julián y su familia, ni los padres de Laura y Luis Felipe, ni los amigos de todos ellos… Para todos es increíble que ellos se hayan atrevido a tanto… Pero el precio por sus cabezas está fijado y desde ese momento sus vidas cambiaran para siempre pues habiendo logrado su objetivo de confundir a las autoridades, los asaltantes los dejan libres y denuncian su paradero a la policía. 
Empezarán de esta manera una travesía de varios meses durante los cuales aprenderán a huir de las autoridades, de los cazarrecompensas, de los hombres de don Mariano, del orgullo de Luis Felipe que luego de despertar y enterarse del romance de Laura y Julián decide hundirlos en la Fiscalía al asegurar que Julián fue el que le disparó a él y a don Ulises y, en fin, de un sinnúmero de enemigos que irán encontrando en cada una de las siete ciudades de Colombia por las que transitarán en su huida.
Pero Julián y Laura también aprenderán a soportarse, a tolerarse y a amarse en la medida en que descubran que Valentina y Luis Felipe, con quienes se iban a casar, no eran dignos de su amor. En un comienzo se amarán en silencio, respetando sus relaciones, luego lo harán bajo la lluvia, donde los sorprenda la noche, siempre en la clandestinidad. Y mientras se aman y luchan por su amor en medio de persecuciones cinematográficas y calumnias descomunales, Julián tratará de terminar la novela que le vendió a don Carlos ignorando que don Mariano Falcón se quiere apoderar de ella para publicarla y refrendar su nombre de escritor exitoso ya que desde la publicación de “Los relojes no lloran” hace 20 años, no publica otra novela. Y es que no puede hacerlo por una sencilla razón: No fue él quien escribió “los relojes” sino la mamá de Julián, doña Helena Zamora, cuando esta se desempeñaba como correctora de estilo de la editorial de don Mariano. Él se la compró aprovechándose de la mala situación por la que atravesaba la mujer y se las ingenió para callarla. Ahora necesita de la novela de Julián para no ser descubierto y hará lo posible por encontrar los originales que Julián ha escrito durante su travesía y a su hija para devolvérsela a Luis Felipe Blanco y así poder lograr la condonación de las deudas que tiene con su padre.
Igualmente durante la fuga de Julián y Laura, los únicos capaces de demostrar su inocencia son los hermanos Paco y Lucas Luna, dos nerds amigos de Julián.

## Elenco
- Carolina Sabino - Laura Falcon.
- Juan Pablo Posada - Julián Zamora.
- Lincoln Palomeque - Luis Felipe Blanco.
- Juliana Galvis - Valentina Rincón.
- Luis Fernando Ardila - Mariano Falcon.[4]
- Florina Lemaitre - Silvia Pinel de Falcon.
- Carolina Jaramillo - Daniela Falcon.
- Ana María Kamper - Helena de Zamora.
- Luis Enrique Roldán - Domingo Blanco Meneses
- Jorge Arturo Pérez - Lucas Luna.
- Freddy Flores - Paco Luna.
- Victor Hugo Ruíz - Alfonso Vanegas.
- Carlos Barbosa - Carlos Vargas.
- Karla Ramírez - Abogada Manuela Vargas
- Mónica Franco - Sargento Marcela Pérez.
- Lucho Velasco - Capitán Rodrigo Muñoz.
- Alfonso Ortiz - Coronel Enrique Malo.
- Lina María Luna - Ángela Zamora.
- Andrea Nieto - Catalina.
- Juliana Roldán - Sandra.
- Raúl Gutiérrez - Doctor.
- Ricardo Gómez - Doctor.
- Mimi Morales
- Santiago Alarcón - Felipe
- Johan Rincón - Miguel Blanco.
- Tania Fálquez - Esmeralda García.
- Andrés Toro - Israel Pachón Ochoa.
- Andrea Martinez - Carolina Falcon.
- Felipe Molina - Rodrigo Luna.
- Claude Pimont - Yael Yovovitch.
- Jairo Ordóñez
- Juan Pablo Urrego - Daniel Zamora.
- Marilyn Patiño - Yesenia Díaz.
- Magda Ocampo - Adriana Zamora.
- Víctor Cifuentes - Fiscal Alejandro Cendales
- Erika Marquez - Karla María Malo.
- José Luis Paniagua - Pedro Rincón
- Alejandra Miranda - Soledad de Rincón
- Carmen Marina Torres - Natividad.
- Alejandro Tamayo - Juan Lozada
- Morris Bravo - Octavio Munévar
- Hermes Camelo - Dr. Pineda
- Juan Carlos Arango - Nicolás Bernal
- Gabriel Valenzuela - Juan Camilo
- Santiago Bejarano - Marcial
- Rafael Pedroza
- Ismael Barrios
- Franky Linero - Ulises Domínguez
- María Emilia Kamper
- Carolina Ramirez (actriz) - Floralba